# 下布熱格

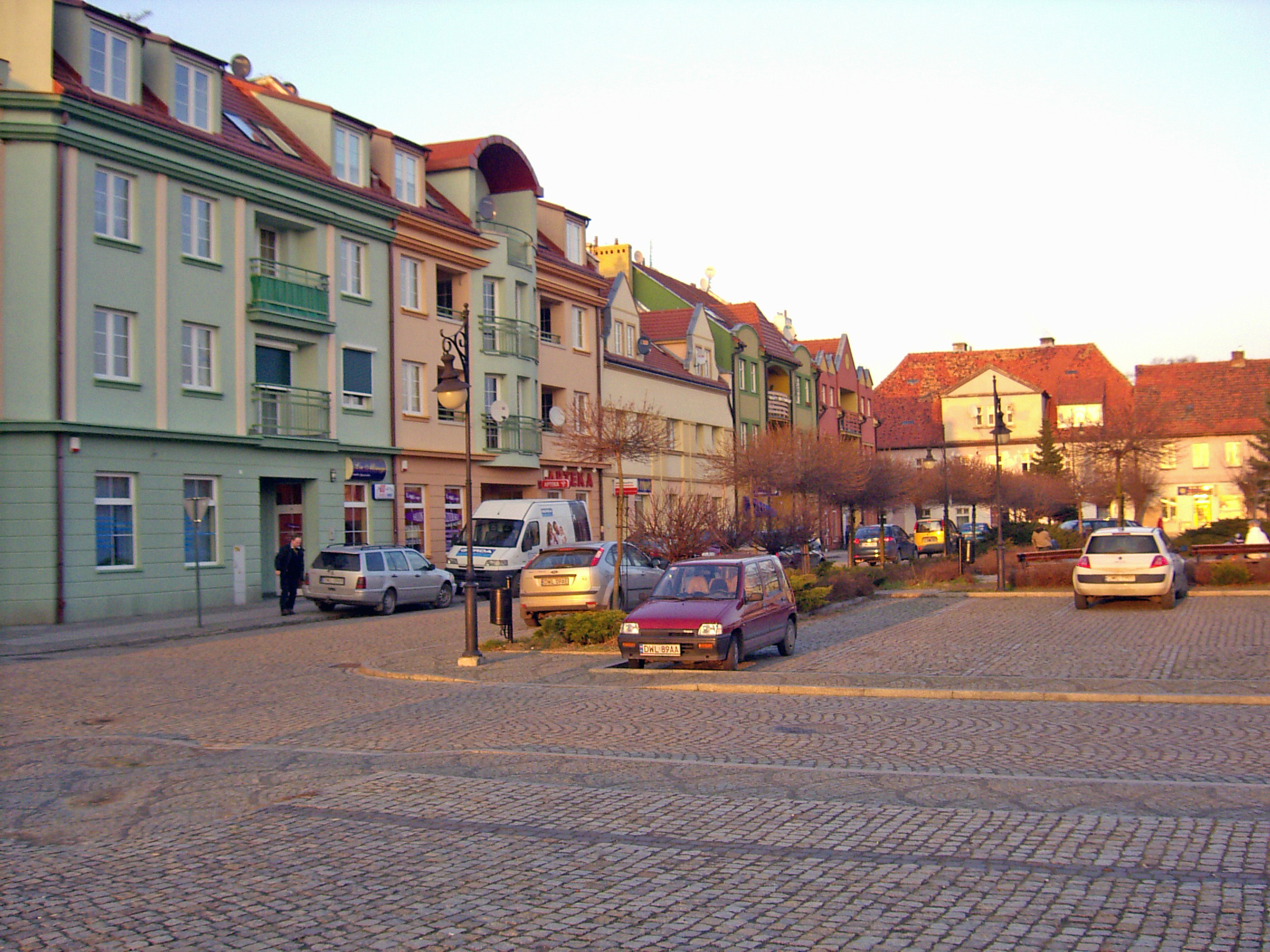

下布熱格 （波蘭語：Brzeg Dolny；德语：Dyhernfurth）是波蘭的城鎮，位於該國西南部奧得河畔，距離弗罗茨瓦夫31公里，由下西里西亞省負責管轄，面積17.20平方公里，該地區自青銅時代有人類居住，2006年人口12,786。

## 外部連結
- Brzeg Dolny Home Page（页面存档备份，存于）
- Jewish Community in Brzeg Dolny（页面存档备份，存于） on Virtual Shtetl
- Google Maps link
- Jewish Encyclopedia（页面存档备份，存于）

51°16′15″N 16°43′15″E / 51.27083°N 16.72083°E